# الشراعب (العدين)

تعديل مصدري - تعديل

الشراعب هي إحدى قرى عزلة بني هات بمديرية العدين التابعة لمحافظة إب، بلغ تعداد سكانها 610 نسمة حسب تعداد اليمن لعام 2004.